# Мернсгайм
Мернсгайм (нім. Mörnsheim) — громада в Німеччині, розташована в землі Баварія. Підпорядковується адміністративному округу Верхня Баварія. Входить до складу району Айхштет.
Площа — 33,48 км2. Населення становить 1587 ос. (станом на 31 грудня 2020).